# Kimberley Klaver
Pour les articles homonymes, voir Klaver.
 (octobre 2018).
Si vous disposez d'ouvrages ou d'articles de référence ou si vous connaissez des sites web de qualité traitant du thème abordé ici, merci de compléter l'article en donnant les références utiles à sa vérifiabilité et en les liant à la section « Notes et références ».
Kimberley Klaver, née le 20 décembre 1985 à Amstelveen, est une actrice et disc jockey néerlandaise.

## Filmographie

### Cinéma
- 2009 : SpangaS op Survival (nl) : Annabella Vermeulen
- 2009 : Terug naar de kust (nl) : Maria
- 2012 : De Club van Sinterklaas & Het Geheim van de Speelgoeddokter (nl) : Erika
- 2013 : Verliefd op Ibiza (nl) : May[2]
- 2013 : Crimi Clowns: De Movie (nl) de Luk Wyns[3]
- 2016 : Sneekweek : Ilse[4]

### Téléfilms
- 2000 : Russen (nl) : Maaike van Swinderen
- 2000 : Oppassen!!! (nl) : Clarine
- 2003-2004 : Cut : Marlous
- 2007 : Shouf Shouf! (nl) : Chantal
- 2007-2008 : Voetbalvrouwen (nl) : Jamie
- 2007-2011 : SpangaS: Annabella Vermeulen
- 2011 : Raveleijn : Emma Woudenberg
- 2011 : Aspe : Shirley Veenstra
- 2012 : Flikken Maastricht : Ietje Grevers
- 2013 : Het nieuws van Sint (nl) : Présentatrice
- 2013 : Efteling TV: Het mysterie van... (nl) : Assepoester
- 2015 : Vechtershart (nl) : Kirsten Volgers
- 2016 : Welmoedt : Nina

## Vie privée
Elle est la sœur de l'actrice Melody Klaver.